# 荒川良良
荒川良良（日语：／ Arakawa Yoshiyoshi，1974年1月18日—），本名荒川良友，是一位日本男演員，出身於佐賀縣小城市，隸屬於大人計劃。

## 出演

### 電視劇
- 天國的Kiss 第10集（1999年9月，朝日電視台）：飾演 神尾一壽
- 池袋西口公園 第9集（2000年6月，TBS）
- 愛情一本（2004年7月10日－9月18日，日本電視台）：飾演 西園寺輝男
- 世界奇妙物語 春之特別篇「人孔」（2002年3月27日，富士電視台）：飾演 田村
- 不需要愛情的夏天（2002年7月12日－9月13日，TBS）：飾演 鷹園禮慈
- 圈套 第三部 第1集（2003年10月16日，朝日電視台）：飾演 井上真二
- 大河劇（NHK）
  - 義經（2005年）
  - 韋馱天～東京奧運故事～（2019年）
- 虎與龍（2005年4月15日－6月24日，TBS）：飾演 JUMP亭JUMP
- 危險傻大姊（2005年10月17日－12月19日，富士電視台）：飾演 田中
- 夜王 〜YAOH〜（2006年1月13日－3月24日，TBS）：飾演 斉藤慎吾
- 在恆河裡游蝶泳（2007年10月5日・6日，名古屋電視台 / 朝日電視台）：飾演 高野昭典
- 工作狂人（2007年10月12日－12月21日，富士電視台）：飾演 小林明久
- 未來講師（2008年1月11日－3月14日，朝日電視台）：飾演 Shingo32
- LIAR GAME2（2009年11月10日－2010年1月19日，富士電視台）：飾演 西田勇一
- 自戀刑警（2010年7月9日－9月17日，TBS）：飾演 冴木優
- 王牌酒保（2011年2月4日－4月1日，朝日電視台）：飾演 杉山薫
- 全開女孩（2011年7月11日－9月19日，富士電視台）：飾演 林佐間男
- 一休和尚（2012年6月30日，富士電視台）：飾演 假（蜷川）新右衛門
- 小海女（2013年4月1日－9月28日，NHK）：飾演 吉田正義
- 海上診療所（2013年10月14日－12月23日，富士電視台）：飾演 日内晃
- 即使弱也會得勝（2014年4月12日－6月21日，日本電視台）：飾演 增本信樹
- 天使與惡魔-未解決事件匿名交涉課-（2015年4月10日－6月5日，朝日電視台）：飾演 阿野忠臣
- 家族的形式（2016年1月17日－3月20日，TBS）：飾演 佐佐木彰一
- 重版出来！（2016年4月12日－6月14日，TBS）：飾演 壬生平太
- Chef～三星級營養午餐～（2016年10月13日－12月15日，富士電視台）：飾演 小松稔
- Legal V～前律師·小鳥遊翔子～（2018年10月11日－12月13日，朝日電視台）：飾演 馬場雄一
- 水果宅急便（2019年1月11日－3月29日，東京電視台）：飾演 正兼
- 我的裙子，去哪了？（2019年4月20日，日本電視台）：飾演 古賀健太
- 今日的貓村小姐（2020年4月－9月，東京電視台）：飾演 魚販
- 我家的故事（2021年1月22日－3月26日，TBS）：飾演 末廣涼一
- 亂來！我居然會成為社長（2022年1月12日－3月16日，日本電視台）：飾演 宮內剛
- 鵜頭川村事件（2022年8月28日－10月2日，WOWOW）：飾演 吉見忠彦[1]
- 如果能說100萬次就好了（2023年1月13日－3月17日，TBS）：飾演 池澤英介
- 最好的老師（2023年7月15日－9月23日，日本電視台）：飾演 我修院學
- 醫師阿修羅（2025年4月16日－，富士電視台）：飾演 梵天太郎

### 電影
- 乒乓（2002年）：飾演 太田
- 喬瑟與虎與魚群（2003年）：飾演 書店店員
- 下妻物語（2004年）：飾演 八百屋
- 變態五星級（2004年）：飾演 片桐
- 狗狗心事（2005年）
- 姑獲鳥之夏（2005年）：飾演 安和寅吉（和寅）
- 海猿2—Limit of Love（2006年）：飾演 服部
- 令人討厭的松子的一生（2006年）：飾演 島津賢治
- 秋葉原@DEEP（2006年）：飾演 太鼓 / 方南驅
- 人中之龍 劇場版（2007年）：飾演 武器屋
- 東京鐵塔：老媽和我，有時還有老爸（2007年）：飾演 榎本
- 魍魎之匣（2007年）：飾演 安和寅吉
- 全然大丈夫（2008年）：飾演 遠山照男，初次主演電影[2]
- 築地魚河岸三代目（2008年）：飾演 拓也
- 我想成為貝殼（2008年）：飾演 滝田二等兵
- 鴨川荷爾摩（2009年）：飾演 菅原真
- 詐欺遊戲：最後的舞台（2010年）：飾演 西田二郎
- 落KEY人生（2012年）：飾演 工藤純一
- 謝罪大王（2013年）：飾演 和田耕作
- 菜鳥評審員（2014年）：飾演 卡洛斯（カルロス）
- 預告犯（2015年）：飾演 胖墩／寺原慎一
- 地獄哪有那麼HIGH（2016年）：飾演 佛祖
- 好想大聲說出心底的話。（2017年）：飾演 城嶋一基

### 網路劇
- 沒有季節的城市（2023年8月9日，Disney+）：飾演 河口初太郎

## 外部連結
- 大人計劃個人介紹頁 （页面存档备份，存于）（日語）